# Agapetus uiguricus
Agapetus uiguricus är en nattsländeart som beskrevs av Wolfram Mey 1993. Agapetus uiguricus ingår i släktet Agapetus och familjen stenhusnattsländor. Inga underarter finns listade i Catalogue of Life.